# 布莱克本飞机有限公司
布莱克本飞机有限公司是一家英国飞机航空工业制造商，在20世纪上半叶主要生产海军飞机与水上飞机。 

## 历史
罗伯特·布莱克本1908年在利兹创办公司开始制造飞机。1914年布莱克本公司在朗德海建立奥林匹亚工厂。
1914年布莱克本飞机与发动机公司开办。 1916年在东约克郡布拉夫创办新工厂。 罗伯特的兄弟诺曼·布莱克本成为董事总经理。1937年并购了Cirrus-Hermes，布莱克本公司由此开始生产飞机发动机，即Blackburn Cirrus系列。
1949年合并了英国通用飞机有限公司，改名为“布莱克本与通用飞机有限公司”。1958年又改回布莱克本飞机有限公司。 
1960年与1961年，布莱克本公司的飞机制造与发动机制造分别并入了霍克·西德利与布里斯托·西德利发动机有限公司。布莱克本的名字在1963年彻底废弃。